# Riu Oria
L'Oria és un riu que té el seu recorregut íntegrament dins la província de Guipúscoa, a Euskadi. Amb una llargada de 59 km, té el naixement a la falda de la muntanya Aizkorri i desemboca a la mar Cantàbrica a Orio, tot passant per Zegama, Segura, Olaberria, Beasain, Ordizia, Itsasondo, Legorreta, Ikaztegieta, Alegia, Tolosa, Anoeta, Irura, Villabona, Zizurkil, Aduna, Andoain, Lasarte-Oria i Usurbil, abans de desembocar a Orio, on forma una ria.

## Principals afluents
Els principals afluents de l'Oria són: Leitzaran, Agauntza, Amezketa, Araxes, Zelai, Urtsuaran, Asteasu, Eztanda, Berastegi i Amundarain